# المقاتل النهائي 3
المقاتل النهائي 3 (بالإنجليزية: The Ultimate Fighter 3)‏ هو الموسم الثالث من المسلسل التلفزيوني الواقعي المقاتل النهائي الذي أنتجته يو إف سي. تم عرضه لأول مرة في 6 أبريل 2006.